# Adoxomyia appressa
Adoxomyia appressa is een vliegensoort uit de familie van de Stratiomyidae. De wetenschappelijke naam van de soort is voor het eerst geldig gepubliceerd in 1935 door James.